# Stay Homas
Gli Stay Homas sono un gruppo musicale catalano, formatosi nel 2020 a Barcellona.

## Storia del gruppo
Il gruppo si è formato successivamente alla diffusione della pandemia di COVID-19. In questa occasione, i musicisti Klaus Stroink e Rai Benet, membri dei Buhos e Guillem Boltó, membro dei Doctor Prats, si sono ritrovati a trascorrere il confinamento all'interno di un appartamento situato nel distretto dell'Eixample, che i tre condividevano da alcuni mesi. La prima canzone, battezzata Confainament I, è stata condivisa il 14 marzo 2020 sul profilo Instagram di Rai Benet. Il giorno successivo hanno pubblicato un altro brano, Confainament II, attraverso l'account di Guillem Boltó. La terza canzone, Del confineo III, è stata condivisa dal profilo di Klaus Stroink. Spinti dal successo che stavano ottenendo, hanno aperto account con il nome del gruppo su diversi social network. Le loro canzoni, registrate sulla terrazza di casa loro, ricordano con umorismo le misure di prevenzione per combattere la pandemia di COVID-19, la vita isolata a casa e la frustrazione per le attività che non potevano più essere svolte. Le canzoni mescolano diverse lingue, come il catalano, l'inglese, lo spagnolo e il portoghese.
I membri spesso invitavano altri musicisti a fare un cameo attraverso il cellulare, tra cui Sílvia Pérez Cruz, Macaco, Manu Chao e Oques Grasses.
La rapida diffusione della loro musica attraverso i social media ha varcato le frontiere. Diversi media internazionali ne hanno parlato, come la rivista The New Yorker, la CNN e la NPR, tra gli altri. Le loro canzoni hanno iniziato ad essere reinterpretate in vari luoghi del mondo. Michael Bublé, ad esempio, ha eseguito una cover della loro canzone Gotta Be Patient.
All'inizio di giugno hanno pubblicato la ventinovesima canzone Let it out, l'ultima prima di una pausa che ha coinciso con il progressivo allentamento delle misure di confinamento in Spagna. Hanno approfittato di questa pausa per registrare cinque delle loro canzoni in studio, pubblicate nell'EP Desconfination all'inizio di luglio 2020. Il disco ha raggiunto la 10ª posizione nella classifica degli album spagnoli. I membri degli Stay Homas hanno annunciato in una diretta su Instagram che i biglietti per il loro primo concerto del 31 luglio 2020 presso la Sala Apolo di Barcellona erano stati esauriti in soli 15 minuti. Visto il successo, hanno deciso di organizzare più concerti. Nel dicembre 2020 hanno pubblicato l'album Agua con la casa discografica Sony Music. Delle dodici tracce incluse, sei sono adattamenti di canzoni che avevano cantato sulla terrazza, mentre le altre sei sono composizioni inedite. L'album ha raggiunto la 9ª posizione nella classifica degli album spagnoli.
In occasione del loro primo anniversario e in preparazione per il tour estivo, gli Stay Homas hanno pubblicato, a partire dal mese di marzo 2021, una nuova serie di dieci canzoni attraverso nuove esibizioni dalla loro terrazza. Il tour di presentazione dell'album ha portato la band a fare circa quaranta concerti in tutto il territorio spagnolo, con date anche a Milano, Parigi, Bruxelles e Londra.
L'11 marzo 2022 è uscito l'EP Here2Play, che contiene varie collaborazioni tra cui quelle con Rubén Blades e con Manu Chao.
Il 5 maggio 2023 è uscito il secondo album in studio Homas, che ha raggiunto la 28ª posizione nella classifica degli album spagnoli.

## Formazione
- Guillem Boltó – voce, percussioni, batteria, trombone
- Klaus Stroink – voce, percussioni, tromba, tastiere
- Rai Benet – voce, chitarra

## Discografia
Album in studio
- 2020 – Agua
- 2023 – Homas

EP
- 2020 – Desconfination
- 2022 – Here2Play

## Riconoscimenti
Enderrock Awards
- 2021 – Miglior canzone pop rock (The Bright Side (feat. Oques Grasses))
- 2021 – Miglior live
- 2021 – Miglior artista rivelazione